# Zbigniew Nowak (bioenergoterapeuta)
Zbyszek Nowak, właściwie Marian Zbigniew Nowak (ur. 26 sierpnia 1945 w Łodzi) – polski bioenergoterapeuta, osobowość telewizyjna, wydawca mediów związanych z medycyną niekonwencjonalną, przedsiębiorca. Jest członkiem Cechu Radiestetów i Bioenergoterapeutów w Katowicach i członkiem Polskiego Cechu Bioenergoterapeutów w Warszawie. Posiada dyplom Mistrza Bioenergoterapii i dyplom Mistrza Naturopaty.

## Życiorys
W latach 60. XX wieku ukończył Technikum Przemysłu Drzewnego w Bydgoszczy. Pełnił funkcję sekretarza Stowarzyszenia Inżynierów i Techników Leśnictwa i Drzewnictwa. W 1966 rozpoczął studia na Wydziale Technologii Drewna SGGW i rozpoczął pracę w P.P. „Desa – dzieła sztuki i antyki”. W latach 1968–1985 prowadził własne przedsiębiorstwa: zakład przeróbki włókien, ogrodnictwo szklarniowe, wytwórnię galanterii drzewnej i dewocjonaliów.
W latach 80. XX wieku zajął się zawodowo energoterapią.
W 1984 założył Towarzystwo Przyjaźni Polsko-Kuwejckiej i w latach 1985–86 udzielał pomocy energoterapeutycznej w Kuwejcie i Katarze. W uznaniu zasług został uhonorowany przez Burmistrza Miasta Doha Medalem City of Doha – honorowe obywatelstwo miasta za uzdrowienie dziesiątków obywateli państwa Katar.
W 1991 powstała firma Marian Zbigniew Nowak firma SUN dla prowadzenia działalności w zakresie usług bioenergoterapeutycznych. Jest to działalność paramedyczna mająca na celu wspomaganie leczenia tradycyjnego. Spotkania indywidualne i grupowe odbywają się w Podkowie Leśnej oraz w kilku innych miastach Polski.
W 1988 rozpropagował formułę trzech gestów służącą do przekazu energetycznego oraz metodę energetyzacji wody.
W 2000 ogłosił program Tryb Intensywnej Opieki Przez Zdjęcie – TIOPZ służący kontaktowi na odległość.
Jest mistrzem pszczelarskim, mistrzem produkcji ogrodniczej. Posiada patent kapitana żeglugi wielkiej.
Od wielu lat zaangażowany jest w działalność społeczno-charytatywną. Był jednym z budowniczych Przychodni Zdrowia oraz Klubu Kombatanta w Podkowie Leśnej.
W latach 90. XX wieku prowadził program Ręce, które leczą na antenie telewizji Polsat, potem TV4. Program o tej samej nazwie prowadził też w Superstacji.
W latach 1997–2000 wydawał pismo o zdrowiu „Świat to Apteka”.
Był biegłym sądowym Sądu Okręgowego w Warszawie w latach 2006–2012.
Od października 1996 do listopada 1997 opublikował w Kurierze Polskim ponad sto felietonów pod zbiorowym tytułem „Ręce, które leczą”.
Od sierpnia 2015 publikuje felietony w „Gazecie Wieczór Pomorze” (poprzednio „Twój wieczór”).
Otrzymał Srebrny Krzyż Zasługi, Medal „Za zasługi dla obronności kraju”, Zasłużony dla Miasta Warszawy, Zasłużony dla Służby Zdrowia.
Autor książek: Kurierem z Podkowy, Ocean czasu i Ręce które leczą, Jesteśmy energią, Nowak – takie są fakty, Ambasada Pana Boga – zapis ocalenia.